# Tvärtförstjärnen
Tvärtförstjärnen är en sjö i Ljusdals kommun i Hälsingland och ingår i Ljusnans huvudavrinningsområde. Sjön har en area på 0,103 kvadratkilometer och ligger 273,1 meter över havet.

## Delavrinningsområde
Tvärtförstjärnen ingår i det delavrinningsområde (683322-147870) som SMHI kallar för Utloppet av Lången. Medelhöjden är 268 meter över havet och ytan är 13,34 kvadratkilometer. Räknas de 21 avrinningsområdena uppströms in blir den ackumulerade arean 212,94 kvadratkilometer. Gryckån (Lillskogsån) som avvattnar avrinningsområdet har biflödesordning 3, vilket innebär att vattnet flödar genom totalt 3 vattendrag innan det når havet efter 158 kilometer. Avrinningsområdet består mestadels av skog (65 procent). Avrinningsområdet har 2,86 kvadratkilometer vattenytor vilket ger det en sjöprocent på 21,5 procent.